# 율리야 라트케비치
율리야 니콜라예브나 라트케비치(아제르바이잔어: Yuliya Nikolayevna Ratkeviç, 러시아어: Ю́лия Никола́евна Ратке́вич 율리야 니콜라예브나 랏케비치[*], 1985년 7월 16일~) 또는 율리야 미칼라예우나 라트케비치(벨라루스어: Ю́лія Мікала́еўна Ратке́віч)는 벨라루스 출신 아제르바이잔의 전직 레슬링 선수이다. 2012년 하계 올림픽에서 여자 자유형 라이트급 동메달을 획득했고 세계 선수권 대회에서 금메달 1개, 은메달 2개, 동메달 2개, 유럽 선수권 대회에서 금메달 1개, 동메달 2개를 획득했다.